# Britt Bager
Britt Bager (nascida a 16 de agosto de 1976, em Grenaa) é uma política dinamarquesa, membro do Folketing pelo partido Partido Popular Conservador. Ela foi eleita para o Folketing nas eleições legislativas dinamarquesas de 2015 pelo partido político Venstre, mas mudou-se para o Partido Popular Conservador em 2021.

## Carreira política
Bager concorreu pela primeira vez na eleição de 2015, onde foi eleita com 7.306 votos, e foi reeleita na eleição de 2019 com 10.490 votos.
Em 2021, ela deixou o Venstre para ingressar no Partido Popular Conservador.